# Philautus cinerascens
Philautus cinerascens é uma espécie de anfíbio da família Rhacophoridae.
É endémica de Myanmar.